# Piedras Albas (kommun)
Piedras Albas är en kommun i Spanien.   Den ligger i provinsen Provincia de Cáceres och regionen Extremadura, i den västra delen av landet, 280 km väster om huvudstaden Madrid. Antalet invånare är 177. Arean är 4,0 kvadratkilometer.
Terrängen i Piedras Albas är platt.